# Pál Tomori
Pál Tomori (n. ca. 1475 - d. 29 august 1526, Mohács) a fost arhiepiscop de Kalocsa și comandant general al armatei ungare în Bătălia de la Mohács din 1526, căzut pe câmpul de luptă.
Între 1505-1514 a fost castelan al cetății Făgărașului, apoi al cetăților Muncaci și Buda. În 1520 și-a împărțit averea și a intrat în ordinul franciscanilor.
Martin Luther, în scrierea sa Vom Kriege wider die Türken („Despre războiul contra turcilor”), a reținut - cu referire directă la arhiepiscopul Tomori - că nu este treaba bisericii să conducă războaie, ci aceasta este datoria puterii seculare.